# La Marche des Gendarmes
La Marche Des Gendarme – to pierwszy singel grupy Edguy. Wydany w 2001 roku, pierwotnie był dodatkiem do francuskiego wydania albumu Mandrake, a następnie można go było zdobyć także jako osobny singel. Dziś jest już właściwie niemożliwy do kupienia poza aukcjami internetowymi, w związku z czym dla fanów zespołu ma on duże znaczenie kolekcjonerskie.
Pierwotnie Raymond Lefèvre napisał te utwory dla francuskiego filmu Żandarm z Saint-Tropez, w który grał m.in. Louis de Funès.

## Lista utworów
1. "(CD-ROM video)" – 12:52
2. "(CD-ROM video)" – 2:20
3. "La Marche des Gendarmes" – 2:49
4. "Wings of a Dream (version 2001)" – 5:04